# Институт за социјални развој Организације уједињених нација
Институт за социјални развој Уједињених нација (енгл. United Nations Research Institute for Social Development) је самостална агенција УН, основана 1963. са седиштем у Женеви. Бави се мултидисциплинарним истраживањима социјалне димензије савремених развојних проблема. Кроз истраживачки рад, УН РИСД стимулише дијалог и доприноси стварању кључних програма социјалног развоја, унутар и ван система УН.